# Doinița Răzmeriță
Doinița Răzmeriță (n. 21 septembrie 1962, Galați) este o doamnă psiholog, kinetoterapeut și 
maestru Reiki.

## Biografie
Doinița Răzmeriță s-a născut la 21 septembrie 1962 în Galaţi.
Doamna maestru Reiki a studiat la universitatea din București, actualul UNATC și a terminat studiile în promoția 1985. Ovidiu Dragos Argeșanu, Vlad T Popescu, Risvan Rusu Vlad și
Adrian Constantinescu. Din clasa condusă de Olga Tudorache, colegii de generație au fost Constantin Gheorghiță, Aurora Sităruș, Lelia Bratu, Dorian Radu și Daniela Vlad. 

## Activitate artistică
În perioada 1985–1989 a fost kinetoterapeută la Centrul Delfinul din Galați. În 2000 a început Reiki-ul până în prezent. În 2006 până în prezent. Doinița a făcut multe vizite în toți oamenii. Iar în 2009 până în prezent, Doinița a făcut vizită la casa familiei Bușilă.